# Muzikaal Nederland 1850-1910
Muzikaal Nederland 1850-1910: Bio-bibliographisch woordenboek van Nederlandsche toonkunstenaars en toonkunstenaressen, alsmede van schrijvers en schrijfsters op muziek-litterarisch gebied is een Nederlands biografisch woordenboek, gericht op personen uit de muziek in Nederland in de genoemde periode. Het naslagwerk werd in 1911 uitgegeven door J.L. Beijers te Utrecht en is geschreven door J.H. Letzer. Het woordenboek bevat muzikanten, maar ook componisten en schrijvers zoals Florentius Cornelis Kist.
In 1913 verscheen bij dezelfde uitgever een tweede druk 'met aanvullingen en verbeteringen'.

## Ontvangst
In een recensie in De Gids uitte Jacob Nicolaas van Hall na het uitkomen van de eerste druk de kritiek 'dat de samensteller, in hetgeen hij omtrent de verschillende toonkunstenaars meent te moeten vermelden, niet steeds de juiste proportiën heeft in acht genomen'. Als voorbeeld geeft Van Hall dat aan Willem Mengelberg minder ruimte is besteed dan aan Johan Schmier. Hij concludeerde:
Als proeve van een Woordenboek, gelijk de samensteller het zich gedacht heeft, is dit werk, de vrucht van ijverige nasporingen, zeker zeer verdienstelijk. Bij een latere uitgaaf mogen er veel overtolligheden geschrapt worden, enkele onnauwkeurigheden worden verbeterd en de onjuiste proportiën, waarop ik wees, worden hersteld.
Muzikaal Nederland werd ook gerecenseerd door Ant. Hansen in het Sint Gregorius-blad (voorloper van het Gregoriusblad). Hij is overwegend positief, maar is het net als Van Hall niet eens met bepaalde nadrukken. Zo stelt hij zich de vraag 'waarom componisten van eersten rang op dezelfde wijze behandeld worden als die van derden rang; terwijl van anderen, die even hoog of misschien even laag staan, de een de gansche opsomming zijner werken achter zijn naam krijgt en de andere, kort en goed: „hij schreef verschillende cantates, verschillende motetten voor mannen- en gemengde koren”'. Hansen zag verder een aantal historische onnauwkeurigheden die gemakkelijk voorkomen hadden kunnen worden.